# Cultura de Trincheras

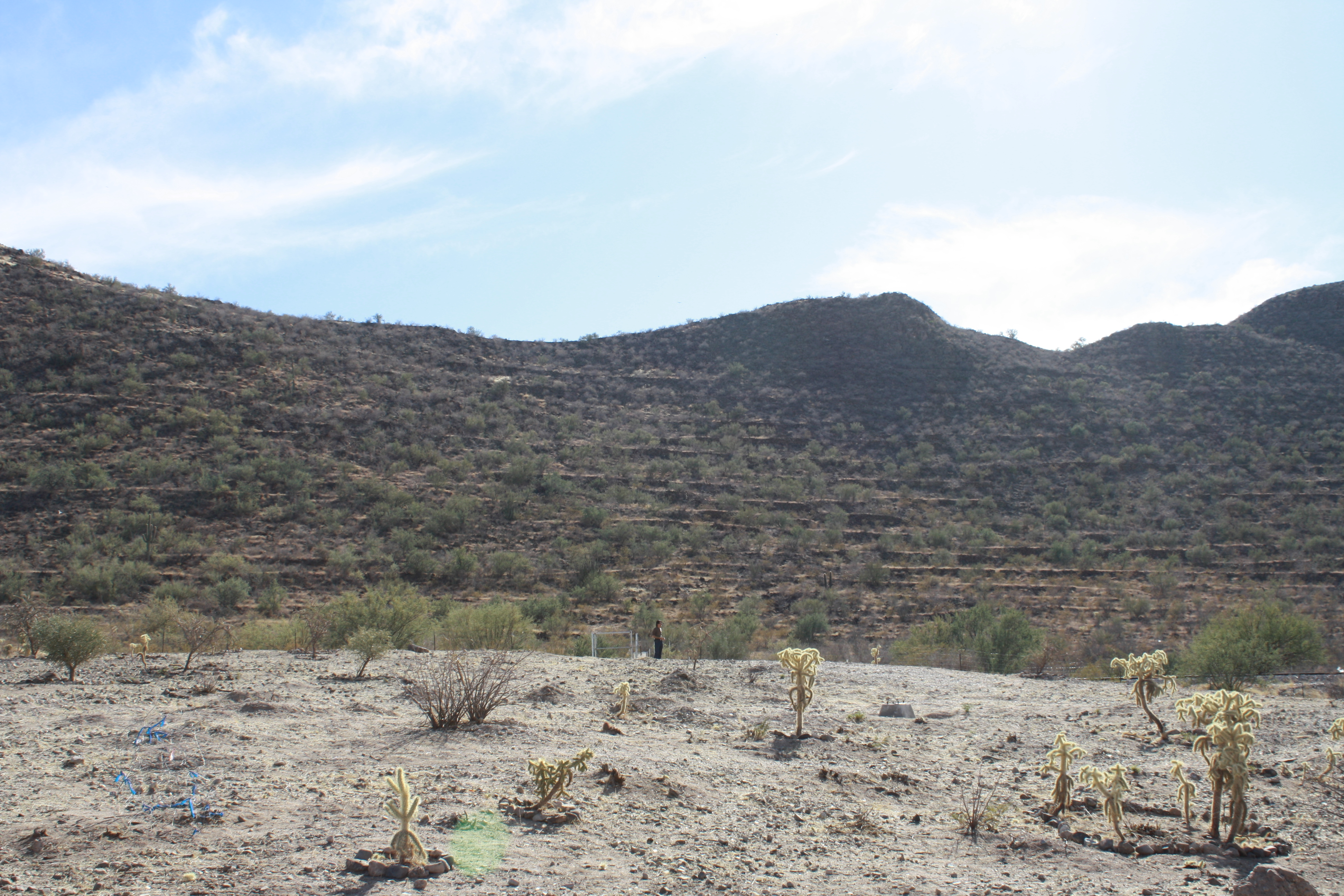
Vista de Cerro de Trincheras (Sonora), el mayor sitio conocido de la cultura de Trincheras. Se concibe como tal a partir de 1989

La cultura de Trincheras es un complejo arqueológico ubicada en el municipio de Trincheras y municipios vecinos, cuyos portadores vivieron en el Noroeste de Sonora (México). Se desarrolló entre los años 200-1450 d. C. Algunos autores la asocian con la zona de influencia de la Cultura Mogollón de Oasisamérica, aunque es probable que hayan recibido también influencia de los Hohokam. Entre los sitios más conocidos de esta cultura se encuentra el sitio epónimo de Cerro de Trincheras, en la población de Trincheras. Esta cultura y el Cerro Trincheras es parte de los múltiples yacimientos arqueológicos, que junto con el Arte Rupestre de Cucurpe, La Pintada y La Proveedora en Caborca, hacen del Arte Rupestre en Sonora más de 200 sitios de interés. Un Museo de sitio, muestra algunos elementos representativos de esta cultura   

## La región
Dos son los principales rasgos culturales que se asocian a la cultura de Trincheras. Por un lado, se encuentran los llamados «cerros de trincheras», que son montes de origen volcánico cuyas laderas fueron modificadas por la construcción de muros y terrazas. Por otro lado, se encuentra la difusión de ciertos tipos de cerámica, particularmente los llamados «cerámica trincheras lisa», «cerámica trincheras púrpura sobre café» y «cerámica trincheras púrpura sobre rojo». La difusión de ambos rasgos no coincide del todo. Para delimitar el área de la cultura de Trincheras, arqueólogos como Thomas G. Bowen, de la Universidad Estatal de California en Fresno, se apoyaron en la difusión de la cerámica trincheras púrpura sobre rojo —aunque en realidad se trata de dos tipos, el que propiamente se llama de esa manera y el «trincheras púrpura sobre café»—  que se caracteriza por su ornamentación en color púrpura. Esta cerámica se encuentra sobre todo en las cuencas del Río Concepción, Río Magdalena  y Río Altar.
La cultura de Trincheras se desarrolló en un área de gran diversidad ecológica dentro de la cual, Bowen y otros autores posteriores han identificado cuatro zonas: la fluvial al norte —valles de los ríos Santa Cruz Magdalena, Altar y Concepción—, la costera, la desembocadura del río Concepción y la zona interior, alejada de los ríos y la costa (puerto Libertad). Es necesario considerar que la región por donde se extendió esa cultura se encuentra en el desierto de Sonora. Esto podría explicar la preferencia mostrada por los portadores de la cultura de Trincheras por establecerse en las lomas bajas de origen volcánico, pues así podían aprovechar mejor los escasos recursos hídricos con propósito de su incipiente agricultura. Por otro lado, los cerros también son fuente de materia prima para la fabricación de herramientas de piedra, y no se deben obviar los probables usos astronómicos y rituales que podrían haber tenido estas formaciones orográficas para sus habitantes.

## Historia de la cultura de Trincheras

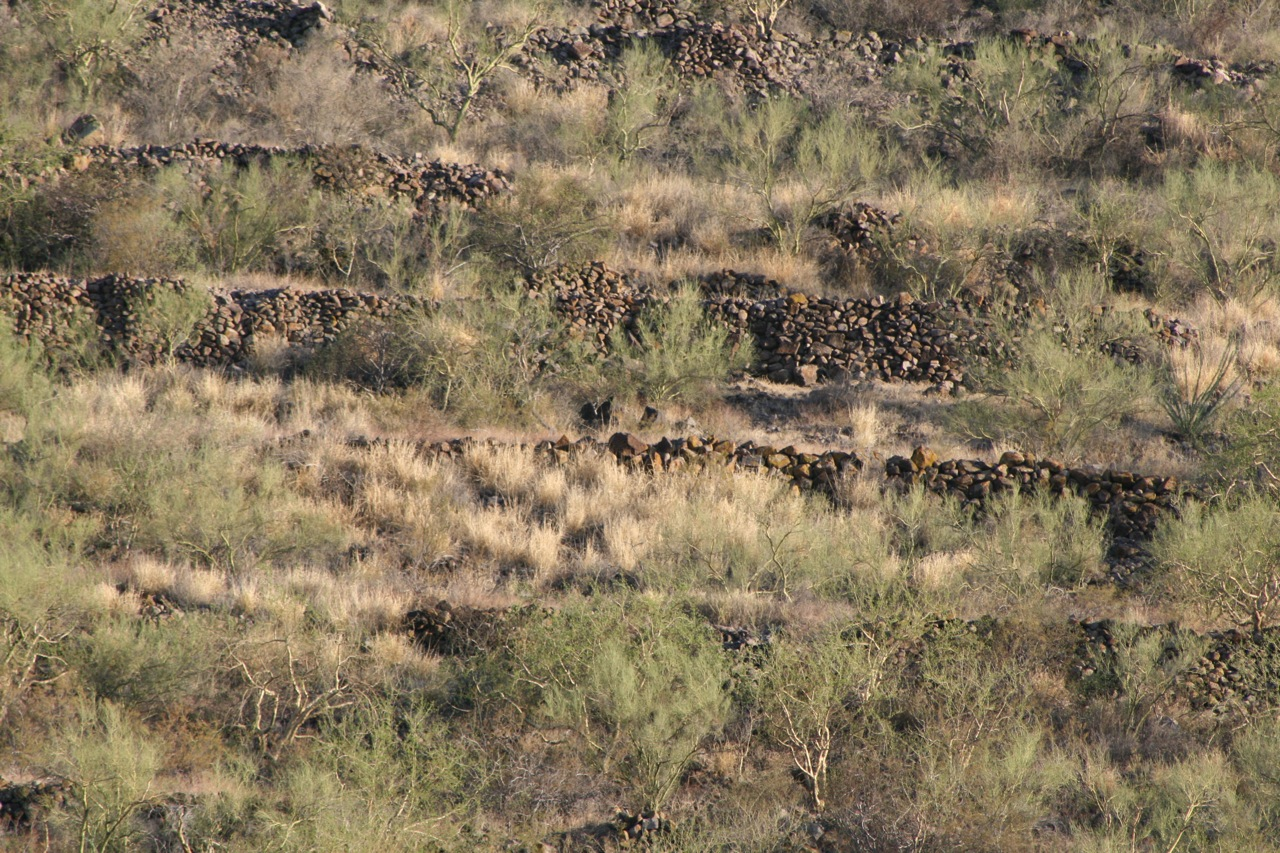
Detalle de los muros construidos en la ladera del cerro de Trincheras.

Uno de los principales problemas para establecer una cronología de la cultura de Trincheras es la escasez de datos precisos sobre la antigüedad de los restos materiales. Mónica propuso una cronología en cuatro estadios que fue corregida en 1993 por McGuire y Villalpando. 

### Estadio II - Átil
La fase Átil en la cronología de McGuire y Villalpando corresponde al estadio Trincheras II en la cronología de Bowen. Como los sitios que Bowen asoció con el estadio II contenían abundantes residuos de lasqueado y las herramientas de piedra parecían ser sucesoras de la lítica cochise, Bowen concluyó que «estos sitios sugieren que la cultura Trincheras se inició sencillamente con la adopción de la alfarería por parte de aquellos portadores de la cultura cochise […] se presume que sucedió en los últimos siglos anteriores a la era cristiana». Los estudios más recientes de McGuire y Villalpando señalan que la evidencia arqueológica no contradice la presunción de Bowen en cuanto a la adopción de la cerámica entre grupos de los apaches Chiricahuas de Cochise, sin embargo, ubican esta innovación entre los años 200 y 700 d. C. De acuerdo con los mismos estudios, la fase Átil concluyó en el año 800. La mayor parte de los yacimientos identificados con ese estadio se encuentran en el interior y la costa de la región de Trincheras. Algunos de ellos presentan cerámicas burdas y algunas muestras de cerámica trincheras lisa y púrpura sobre café.

### Estadio III - Altar
Para Bowen, la cultura de Trincheras permaneció con pocos cambios sustanciales en el período entre 800 y 1300 d. C. En ese tiempo se fueron desarrollando algunas innovaciones en la forma y decoración de la cerámica y se amplió el repertorio de artefactos propios de la región. Ciertas innovaciones fueron producto de desarrollos locales —entre ellos la Cerámica Trincheras liso púrpura sobre rojo,— púrpura sobre café, y polícromo y Nogales polícromo, pero otros se debieron al contacto con los pueblos hohokam, en la cuenca del Río Gila y el Río Colorado.
Entre otras cosas, durante el estadio Trincheras III aparecen no solo nuevos tipos de cerámica, sino también nuevas puntas de proyectil, metates acanalados con metlapiles sub-rectangulares, adornos de piedra y concha (eran muy populares los brazaletes de Glycymeris). Se comenzaron a realizar cremaciones en agujeros, inhumaciones y quizá se construyeron canales. Uno de los sitios mejor conocidos correspondientes a esta etapa es La Playa, que fue ocupado con casas que incluyeron pozo pocos profundos. 

### Estadio IV - El Realito
La última etapa de la cultura de Trincheras está asociada a unos cuantos sitios localizados en las márgenes de los ríos. Dichos sitios fueron fechados por Bowen en el siglo XIV (de 1300 a 1450) d. C. La cultura de Trincheras se había transformado de forma importante aunque los motivos de la transformación cultural de la cultura de Trincheras no son conocidos en profundidad. Lo cierto es que en nuestra época, la lítica cochise ya no era dominante. En la región de Trincheras aparecen cerámicas no nativas, entre ellas las llamadas «Salado rojo», «Gila policromo», «Tucson policromo» y cerámicas tardías de Casas Grandes, Chihuahua. En este estadio, el sitio más importante era un centro regional con hogares y recintos ceremoniales. Los alrededores incluyeron nueve cerros de trincheras secundarios. Se estima que fueron precursores del cerro de Trincheras.

### Estadio Santa Teresa - Período Protohistórico
Al parecer la cultura de Trincheras siguió vigente hasta el siglo XIV (de 1450 a 1690) d. C. Se marcó por la cerámica lisa por puntos de flecha pequeños, con muecas basales y jacales marcados por óvalos de piedras. Lo que ocurrió después de su desaparición se desconoce en buena medida. Cuando los españoles llegaron a Sonora, la región de trincheras era habitada por los pimas.

### Estadio Oquitoa.
La fase Oquitoa (1690 a 1840) incluyó los tipos Oquitoa liso y Oquitoa Rojo sobre café y fue un período del movimiento y disminución demográfica, con la aparición de los misioneros y conquistadores españoles.

### EstadioTohono O´odham
Es la que abarca de 1840 a 1910, en la cual unos cuantos nativos vivieron al margen de la sociedad mexicana. Se hace notar los tipos cerámicos Pápago liso y Pápago rojo, mezclados con objetos euroamericanos.  

## Vestigios
- Cerro de Las Trincheras (Explorado entre 1995 y 1996), al parecer un establecimiento agrícola.
- La Cantera, con una serie de círculos concéntricos de 1 a 2 metros de diámetro, con profundidades de 5 a 25 cm realizados sobre toba volcánica, que sobresalen entre 3 y 5 metros de altura del sitio circundante, donde el primer bloque es de 140 x 115 metros. Los vestigios cuyo propósito no ha sido completamente identificado, fueron descubiertos en 1974, y se encuentra en Magdalena de Kino en los terrenos del Ejido el Sásabe por la carretera estatal de Magdalena a Cucurpe en el km 15, se toma el camino de terracería al suroeste por 4.2 km.[7]

- Cerro la Proveedora y Cerro San José en Caborca Sonora.

## Arte Rupestre en la zona de influencia de la Cultura Trincheras
- Al oeste de Trincheras, encontramos la zona de Caborca con La Proveedora y múltiples sitios y huellas de Arte Rupestre. También ahí se encuentras terrazas y/o trincheras. Es común encontrar en diversos sitios de la zona, a figuras humanas saludando, otras con algunos tocados a manera de cuernos, grecas, animales como pudieran ser venados, coyotes, y algunas otras, algunas líneas onduladas, espirales y otras figuras geométricas, soles, típicas de la Cultura Trincheras.[8]

- Encontramos Arte Rupestre en Cerro "La Nana", a unos 700 metros del Cerro Trincheras en el sitio, el Deseo, y en La cancha hay otro.[9]
- En Cerro Trincheras, en extremo occidental del cerro y a la mitad de la ladera encontramos, la "Roca la Virgen", "El cerrito de los petroglifos", "el cerrito del sur", y la "cima del Pico de los Zopilotes", el "Cerrito de los monos pintos", donde se aprecian dos figuras humanas de unos 50 cm de altura. En el límite sur del sitio arqueológico de Trincheras, está otro cerro con algunos grabados de animales y figuras geométricas.[10]
- Dos kilómetros al oriente está el cerro "Trincheritas", con algunos grabados con cabras y algunos círculos.
- El sitio cuenta con unos 300 petrograbados, de diversos diseños: figuras humanas, diversos animales, figuras geométricas y otros relacionados con ciertos ritos.
- Al norte, en el poblado el Sásabe en el Rancho San Carlos, encontramos al menos dos sitios con pinturas rupestres.
- Al noroeste del poblado del Sáric, se encuentra el sitio llamado “Los tres monitos”. Al sur del poblado se encuentra otro sitio rupestre denominado “Cerro prieto”.
- En Tubutama encontramos “Las manos pintas”.
- En Oquitoa se encuentra el sitio “Tío Benino”.
- En Altar, están “La cueva de los monitos” y “La Cueva”. “El carnero”, está situado a 15 kilómetros de Altar a un costado de la carretera Altar-Santa Ana, cuyo acceso es a pie, necesitándose cerca de dos horas para llegar hasta la zona de los dibujos grabados en piedra. El cerro conocido como "La cuchilla" está localizado hacia el norte de Altar, en una de las brechas que comunica a la carretera Altar-El Sásabe, a 15 kilómetros de la población y de más fácil acceso que el anterior, ya que está situado a media hora caminando desde el arroyo.
- Al oriente de trincheras se encuentra el sitio “El cuchillo” mientras que, al oeste se encuentra el arroyo del León. (INAH-SON B:8:11). En el sitio se pueden apreciar saguaros, palo verde, chaparral y piedras dispersas en el paisaje del Gran Desierto de Altar.
- A unos 100 kilómetros al noreste se ha documentado que la influencia llegó hasta el Río San Miguel, en la Zona Rupestre de Cucurpe. Se han realizado excavaciones y reconocimientos limitados, habiendo encontrado cerros de trincheras. otro tipo de vestigio consiste en restos de estructuras construidas contra escarpas de toba, y abrigos con pinturas rupestre en el arroyo de Saracachi.